# Opisthoxia metargyria
Opisthoxia metargyria là một loài bướm đêm trong họ Geometridae.